# 2. november
2. november er dag 306 i året i den gregorianske kalender (dag 307 i skudår). Der er 59 dage tilbage af året.
Alle Sjæles Dag i den katolske kirke. 

### Begivenheder
Født - Dødsfald
- 1164 - Thomas Beckett, ærkebiskoppen af Canterbury, indleder et 6-års eksil i Frankrig efter kritik af kong Henrik 2. af Englands politik.
- 1170 - Allerheiligenvloed (1170), hvorved søen Almere i Nederlandene fik en åben forbindelse med Nordsøen. Dette førte senere til, at Zuiderzee og Waddenzee blev til.
- 1340 - Niels Ebbesen, som "vog den kullede greve" ved Randers, falder under et slag ved Skanderborg Slot.
- 1870 - Vestre Kirkegård i København bliver indviet.
- 1889 - North Dakota og South Dakota bliver USA's 39. og 40. stater.
- 1917 - I et brev til lord Lionel Rothschild meddeler den britiske udenrigsminister Lord Arthur Balfour, at regeringen ser med velvilje på oprettelse af en jødisk nationalstat i Palæstina (Balfour-deklarationen).
- 1930 - Haile Selassie krones som kejser af Ethiopien (Abessinien).
- 1944 - Den tyskvenlige regering i Ungarn flygter.
- 1955 - De amerikanske forskere Carlton-Schwerdt og Schaffer finder den virus, som forårsager polio.
- 1960 - Penguin Books bliver frikendt for at have udbredt pornografi ved udgivelsen af "Lady Chatterleys Elsker".
- 1963 - Amerikanske arkæologer finder spor af vikinger i Nordamerika fra ca. 500 år før Columbus.
- 1963   - Sydvietnams præsident Ngo Dinh Diem snigmyrdes i forbindelse med et militærkup.
- 1964 - Kronprins Faisal af Saudi-Arabien proklameres som ny konge af landet, efter at hans broder Saud er afsat.
- 1968 - Danmark sætter varmerekord i november med 18,5 °C målt ved Præstø.
- 1988 - Den første computervirus, Morris, slippes løs af en student ved Cornell University, Robert T. Morris. Den spreder sig til tusinder af computere verden over.
- 1991 - Zambias præsident gennem 27 år, Kenneth Kaunda trækker sig tilbage efter et valgnederlag til Frederick Chiluba.
- 1995 - Argentinas højesteret udviser den tidligere SS kaptajn Erich Priebke til Italien, hvor han mødes af en anklage for deltagelse i en massakre på krigsfanger under 2. verdenskrig
- 2006 - MTV Europe Music Awards afholdes i Bella Center, København.
- 2022 - Den afghanske kvinde Nasrin Behroz' mand og søn idømmes ved Vestre Landsret hhv. 13 og ni års fængsel for æresdrab på hende. Drabet fandt sted i Randers i 2020.

### Født
- 1740 - Christian Bastholm, dansk præst og teolog (død 1819).
- 1755 - Marie-Antoinette, Ludvig 16.s dronning (død 1793).
- 1846 - Holger Roed, dansk maler (død 1874).
- 1850 - Antonio Jacobsen, dansk-amerikansk maler (død 1921).
- 1858 - Niels Skovgaard, dansk maler og billedhugger (død 1938).
- 1865 - Paul Olaf Bodding, norsk misssionær (død september 1938)
- 1865 - Warren G. Harding, amerikansk præsident (død 1923).
- 1907 - Helmut Pfeiffer, tysk jurist og SS-officer (død 1945).
- 1910 - Lis Groes, dansk politiker og minister (død 1974).
- 1913 - Burt Lancaster, amerikansk skuespiller (død 1994).
- 1921 - Søren Kam, tidligere dansk frivillig i Waffen-SS (død 2015).
- 1936 - Christian F. Rovsing, dansk civilingeniør.
- 1938 - Erik Gaardhøje, dansk fodboldspiller.
- 1939 - Svend Åge Madsen, dansk forfatter.
- 1944 - Patrice Chéreau, fransk filminstruktør (død 2013).
- 1945 - Stig Møller, dansk musiker.
- 1946 - Peter Sindberg, dansk musikteaterdirektør.
- 1947 - Allan Michaelsen, dansk fodboldspiller.
- 1954 - Mikael Jarnvig, dansk meteorolog.
- 1954   - Michael Moritzen, dansk skuespiller.
- 1955 - Masja Dessau, dansk skuespiller.
- 1955   - Johannes Poulsen, dansk politiker.
- 1961 - k.d. lang, canadisk musiker.
- 1965 - Benedikte Utzon, dansk designer.
- 1966 - Jens-Christian Wandt, dansk operasanger.
- 1966 - David Schwimmer, amerikansk skuespiller.
- 1967 - Thomas Sandberg, dansk multiartist.
- 1976 - Andreas Mogensen, dansk astronaut.
- 1979 - Julie Lund, dansk skuespiller.
- 1980 - Thomas Bredahl, dansk guitarist fra Gop Squad og tidligere Volbeat.

### Dødsfald
- 1887 - Jenny Lind, svensk sanger (født 1820).
- 1924 - Kai Nielsen, dansk billedhugger (født 1882)
- 1950 - George Bernard Shaw, irsk forfatter (født 1856).
- 1950 - Emil Holm, dansk kammersanger og den første leder for Statsradiofonien (DR) (født 1867).
- 1975 - Pier Paolo Pasolini, italiensk filminstruktør (født 1922) - myrdet.
- 1978 - Ib Henrik Cavling, dansk forfatter (født 1918).
- 1981 - Inge Aasted, dansk børnebogsforfatter (født 1918).
- 1991 - Mort Shuman, amerikansk musiker og komponist (født 1936).
- 1996 - Eva Cassidy, amerikansk sanger (født 1963).
- 2004 - Theo van Gogh, hollandsk filminstruktør (født 1957) - myrdet.

|  | Denne datoartikel kan blive bedre, hvis der indsættes et (bedre) billede Du kan hjælpe ved at afsøge Wikimedia Commons for et passende billede eller uploade et godt billede til Wikimedia Commons iht. de tilladte licenser og indsætte det i artiklen. |